# Église du Sacré-Cœur de Berlin-Prenzlauer Berg
L’église du Sacré-Cœur (Herz-Jesu-Kirche, litt. « cœur de Jésus ») est une église catholique située à Berlin, dans le quartier de Prenzlauer Berg. Elle a été construite entre 1897 et 1898 par l'architecte Christoph Hehl (de).

## Historique

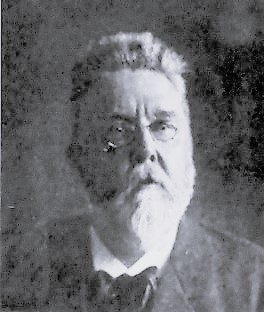
L'architecte Christoph Hehl

### Construction
À la fin du XIXe siècle, l'extension urbaine de Berlin nécessite la construction de nouveaux lieux de culte. le futur quartier de Prenzlauer Berg étant peu dense, les seuls bâtiments notables préexistants sont des moulins à vent et des auberges. L'une de ces auberges est achetée en 1890 par la paroisse Sainte-Hedwige pour construire en son emplacement une chapelle, ainsi que le presbytère adjacent et une école catholique. L'ensemble du projet est confié à l'architecte Christoph Hehl.
Vers la même époque, le quartier de Scheunenviertel (« le quartier des granges »), jouxtant la paroisse, est construit pour accueillir des juifs orthodoxes de Pologne et de Biélorussie.
Dès 1892, il fut convenu que le nouvel édifice serait également le siège d'une nouvelle paroisse indépendante de Sainte-Hedwige. La première pierre de l'église fut posée en 1897 ; la construction dura seize mois. La consécration eut lieu le 25 octobre 1898 par Mgr Karl Neuber, évêque de Berlin.

### Depuis les années 1920
Dans les années 1920, le quartier devint très animé et populaire ; la nouvelle paroisse y organisa notamment les premières processions annuelles de la Fête-Dieu. Durant la Seconde Guerre mondiale, l'église devint une zone de refuge : Margarete Sommer organisa sous l'église une cache qui servit pour de nombreux “non aryens” qui fuyaient les persécutions.
Juste après la guerre, l'école Sainte-Thérèse reprit son activité, sous la protection des Alliés, ce qui en fit la seule école confessionnelle qui fût reconnue publiquement en République démocratique allemande. À partir de 1950 alors qu'Alfred Bengsch était évêque, c'était la seule aumônerie scolaire de Berlin-Est. La paroisse perdit environ la moitié de ses membres entre 1945 et la construction du Mur de Berlin. Après la division physique de Berlin en deux zones, l'église devint un haut lieu de la résistance passive.
Depuis la réunification de l'Allemagne, le quartier est redevenu très recherché ; le nombre de paroissiens a environ triplé. En 1994, Mgr Georg Maximilian Sterzinsky, archevêque de Berlin, confia la paroisse à la Communauté du Chemin-Neuf.

## L'édifice

### Extérieur
Le choix de l'architecte fut de construire un édifice de style néo-byzantin, très en vogue à cette époque. L'église est construite le chœur tourné vers le sud. Les matériaux utilisés pour le gros œuvre furent du grès de Silésie (pour les cadres de l'édifice) et du calcaire de Hildesheim pour le remplissage, matériau sensiblement différent du calcaire du Brandebourg ; en effet, l'architecte voulait démarquer son œuvre des églises protestantes construites dans le quartier en style plus local.
L'église est dotée de deux clochers, situés au droit de la façade (côté nord, donc). Le plus grand mesure 48 mètres de haut, l'autre environ 25 mètres. La façade est décorée dans un style rappelant les églises romanes du XIIe siècle de Basse-Saxe. Un narthex s'ouvre sur la rue ; il est décoré d'une mosaïque réalisée par Ferdinand Hartzer (de), sur le thème du Bon-Pasteur et inspiré de celle qui orne le mausolée de Galla Placidia à Ravenne.

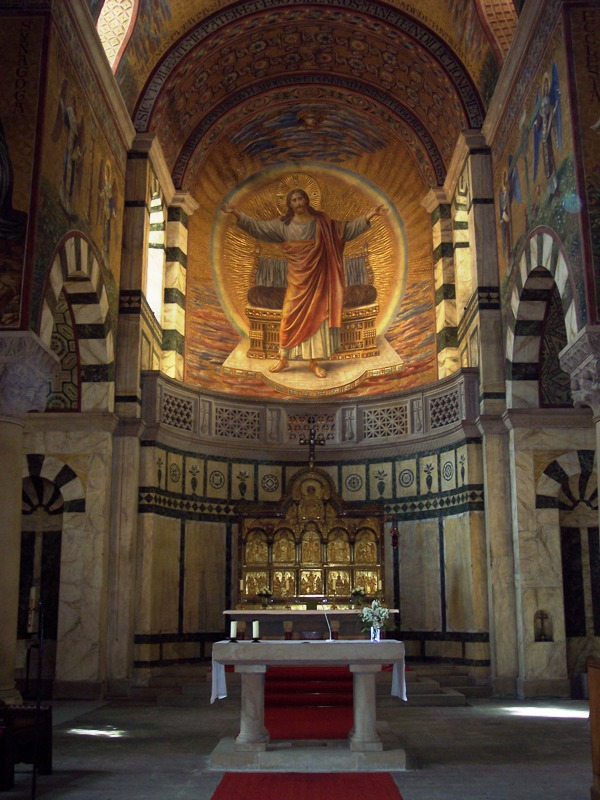
L'intérieur de l'église : vue vers l'autel et le chœur de l'église.

### Intérieur

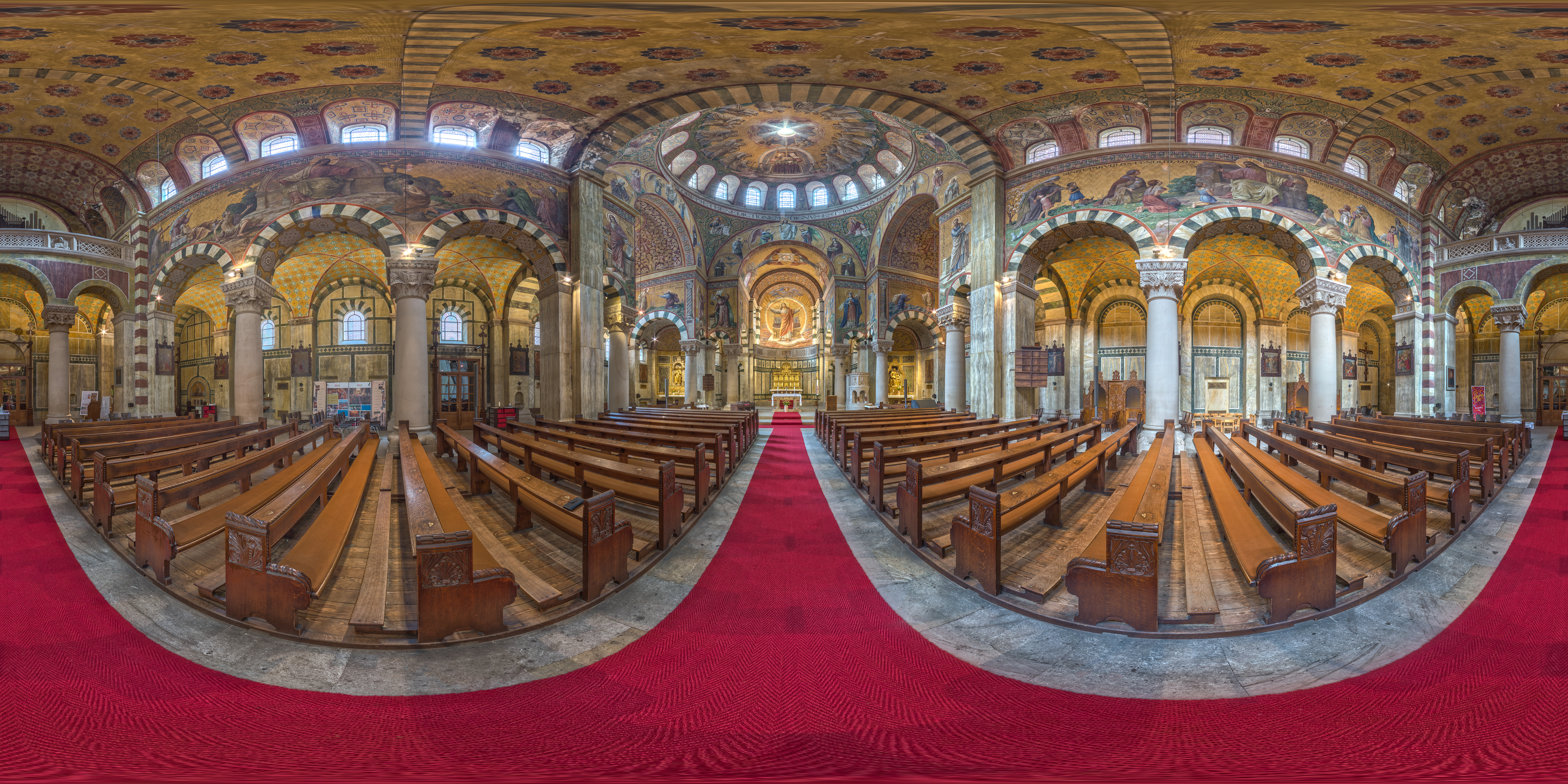
Vision panoramique de l'intérieur. Avril 2016.

La forme intérieure de l'église s'inspirait, dans l'esprit de Christoph Hehl, de deux traditions :
- Pour la nef, le dôme et le  chœur, l'architecte tentait de faire revivre un style roman tirant vers le byzantin, tel qu'il pouvait l'admirer à l'église Saint-Michel de Hildesheim.
- D'autre part, le style néoroman, très en vogue à l'époque et notamment déployé dans la construction de l'église du Souvenir de Berlin, contemporaine de l'église Herz Jesu.

L'église est à une nef et deux bas-côtés, lesquels ont chacune un autel en plus de l'autel principal. Le bas-côté situé à l'est est dédié à la Vierge Marie, celui situé à l'ouest à saint Joseph. La nef mesure 15 mètres de largeur.
Le chœur, au fond de l'église, est orné d'une peinture du Christ. De manière générale, les deux peintres (Friedrich Stummel (de), initiateur en 1911 des fresques du chœur ; et Karl Wenzel, qui acheva son travail en 1926) tendirent par leur œuvre à affirmer le lien des catholiques berlinois au pape. On voit notamment dans les fresques de l'église saint Joseph protéger de ses mains la triple couronne du pape et de saint Pierre. L'église fut très peu touchée par les destructions des guerres du XXe siècle, et la grande majorité de l'œuvre a donc été préservée.

## L'orgue
L'orgue a été construit en 1899 par le facteur d'orgues Franz Eggert (1849-1911), dont c'est le plus grand orgue encore en état. Il dispose de quarante jeux sur trois claviers et un pédalier, et de 2281 tuyaux. Il a été pourvu d'un moteur électrique en 1912. Dans les années 1970 et 1980, un projet de remplacement de l'orgue fut envisagé, mais repoussés en raison d'un manque de moyens.
| I Hauptwerk C–f3 |                 |       |
| 1.               | Principal       | 16′   |
| 2.               | Principal       | 8′    |
| 3.               | Gambe           | 8′    |
| 4.               | Bordun          | 8′    |
| 5.               | Doppelflöte     | 8′    |
| 6.               | Flauto major    | 8′    |
| 7.               | Octave          | 4′    |
| 8.               | Gemshorn        | 4′    |
| 9.               | Rauschquinte II | 2/3′  |
| 10.              | Cornett III-IV  | 4′    |
| 11.              | Mixtur II-V     | 51/3′ |
| 12.              | Trompete        | 8′    |
| 13.              | Trompete        | 16′   |

| II Oberwerk C–f3 |               |     |
| 14.              | Bordun        | 16′ |
| 15.              | Principal     | 8′  |
| 16.              | Gedeckt       | 8′  |
| 17.              | Salicional    | 8′  |
| 18.              | Harmonieflöte | 8′  |
| 19.              | Octave        | 4′  |
| 20.              | Rohrflöte     | 4′  |

| III Schwellwerk C–f3 |                 |     |
| 21.                  | Gambe           | 16′ |
| 22.                  | Geigenprincipal | 8′  |
| 23.                  | Gedackt         | 8′  |
| 24.                  | Concertflöte    | 8′  |
| 25.                  | Aeoline         | 8′  |
| 26.                  | Voix celestis   | 8′  |
| 27.                  | Traversflöte    | 4′  |
| 28.                  | Violino         | 4′  |
| 29.                  | Oboe            | 8′  |

| Pedal C–d1 |              |     |
| 30.        | Principalbaß | 16′ |
| 31.        | Subbaß       | 16′ |
| 32.        | Violon       | 16′ |
| 33.        | Gedacktbaß   | 16′ |
| 34.        | Oktavbaß     | 8′  |
| 35.        | Gedacktbaß   | 8′  |
| 36.        | Violoncello  | 8′  |